# Eupithecia aenigma
Eupitecia aenigma es una especie de polilla de la familia Geometridae. La especie fue descrita por primera vez por Mironov y Galsworthy en 2004 con distribución en China.

## Descripción
Es una polilla pequeña, con una envergadura de 14 milímetros (0,6 plg). El cuarpo es de color marrón claro. Tiene líneas transversales de color débilmente marrón con una mancha discal pálida. Los segmentos antemedial, doble medial y posteromediales se ven presentes y representados por pequeños puntos a nivel de la costa del ala. Las alas posteriores son muy redondeadas con un punto discal presente pero diminuto.